# Кетчерская улица
Ке́тчерская улица — улица в Москве, на территории Восточного административного округа, в районе Вешняки.

## Местоположение
Кетчерская улица проходит между Вешняковской улицей и МКАД. Кетчерская улица имеет развязку с МКАД, за которой переходит в Носовихинское шоссе.
Почтовое отделение — 111402.

## Транспорт
В начале улицы расположена платформа  Новогиреево Горьковского направления МЖД. С 9 сентября 2024 года входит в состав МЦД . В 850 метрах к северу от улицы расположена станция метро  Новогиреево.
В начале 2000-х годов были планы построить станцию «Кетчерская» на новой Новокосинской линии лёгкого метро. Её планировали расположить на пересечении улицы с улицей Старый Гай. Открыть её планировали в 2007 году. Однако от строительства линии отказались
По Кетчерской улице проходит 8 маршрутов наземного транспорта — автобусные маршруты 21, 208, 285, 232, 409 и электробусные маршруты 706, 974 и н4

## История улицы
Кетчерская улица образована 26 мая 1970 года. Улица сохранила название 1-го и 2-го Кетчерских проездов, находившихся ранее в этом районе. Названа в честь Н. Х. Кетчера (1809—1886) — российского писателя, переводчика и врача.

## Примечательные здания и сооружения

### По нечётной стороне
- № 3г — SaleGlass
- № 7 — Сис-Натурад, Телкорд, Com-MIX
- № 7 стр 6 — Шанс-2003, Формула Тепла, Триумф
- № 9 — Превокс Моторс, Ника, Автозапчасти
- № 11 — Автодомой
- № 11а — МОЭК, ГСК Мотор
- № 13 — Альянс Супернова, «Альянс», «Гурмэ»
- № 13 стр 1 — Кузовной цех Тринити Моторс, Магазин «Импульс», «Лоренс»
- № 13 стр 2 — Heisskraft, Хованский банк, Atdc
- № 15а — Рынок, «АйсФиш», ИП Маркелова Н. А.

### По чётной стороне
- № 2а — Банкомат Сбербанка России, Интернет-магазин Avtoall.ru, Рынок Сортс
- № 2ас5 — Витаколор
- № 2 к 4 — ЖСК Гюйс
- № 2  к 5 — Спортивно-досуговый центр Вешняки (район Москвы)|Вешняки
- № 4 — Банкомат Сбербанка России, Киоск мороженого, ИП Мамедов Р. В.
- № 4а — Евросеть, Fix Price, «Подружка»
- № 4б — Пятёрочка, Автобусная станция Кетчерская
- № 4б стр 1 — Ариадна-Ком
- № 6а — Детский сад № 813
- № 6б — Центр развития ребёнка — детский сад № 1039
- № 6 к 2 — ЖСК Новогиреево-1
- № 6 к 3 — Инженерная служба ГКУ района Вешняки
- № 8а — Клуб Асана, Школа № 1389 с углубленным изучением английского языка
- № 8б — Детский сад № 1009
- № 10 — Триколор ТВ
- № 10а — Школа № 634
- № 12 — Товарищество собственников жилья|ТСЖ Кетчерская-12, Артмедиаоушен, Комплекс свадебных услуг для вас
- № 16 — «Сплав», Пост ДПС, «Малина»
- № 18 — Подстанция «Баскаково»
- № 20 — Перовское кладбище